# Sonneck (montagne)
Pour les articles homonymes, voir Sonneck.
Sonneck est une montagne qui s’élève à 2 260 m d’altitude dans le Kaisergebirge, en Autriche.